# Foza ambohitra
Foza ambohitra is een krabbensoort uit de familie van de Potamonautidae. De wetenschappelijke naam van de soort is voor het eerst geldig gepubliceerd in 2009 door Cumberlidge & Meyer.